# Pierre Rousseau (1751-1829)
Pierre Rousseau (Nantes, 31 maggio 1751 – Rennes, 24 settembre 1829) è stato un architetto francese.
È particolarmente noto per aver costruito l'Hôtel de Salm, l'attuale Palazzo della Legione d'onore, a Parigi, dal 1782 al 1787.

## Biografia
Figlio di Pierre Rousseau (1716-1797), anch'egli architetto di Nantes che partecipò allo sviluppo dell'Île Feydeau, e di Rose Barbier, studiò a Parigi con Nicolas Marie Potain e seguì i corsi di Jacques-François Blondel all'Académie royale d'architecture. Non vinse mai il Prix de Rome ma fu comunque nominato convittore presso l'Académie de France a Roma nel luglio 1773.
Durante il suo soggiorno, il suo amico pittore François-André Vincent gli fece diverse caricature, una delle quali lo mostra in berretto da notte e vestaglia e porta la legenda Rousseau cogitant. Lo stesso artista dipinse anche un ritratto ad olio intitolato Rousseau lisant conservato al museo di Saint-Omer. Un altro ritratto rappresenta il pittore e l'architetto oltre assieme a un terzo amico.
Il Royal Institute of British Architects (RIBA) di Londra ha una collezione di disegni di Pierre Rousseau eseguiti in vari momenti della sua carriera. Tra quelli realizzati a Roma, tra il 1773 e il 1775, troviamo “un progetto di un edificio civile sormontato da una cupola, e un prospetto che insieme sviluppa e semplifica quello di Palazzo Mancini, sede dell'Académie de France. Il rilievo del palazzo Sacchetti in via Giulia deve risalire al secondo viaggio di Rousseau a Roma nel 1788." 
Nel giugno 1775 , Rousseau, che non sopportava il clima romano, tornò prematuramente a Parigi. Nel marzo 1777, si trasferì con Marie Adrienne Potain, una giovanissima vedova dell'imprenditore Pierre Philippe Leroux e figlia del suo maestro. Questa unione venne regolarizzata il 4 dicembre 1777 nella chiesa di Courtalain (Eure-et-Loir), dove Potain era succeduto al cognato, Gabriel de Lestrade, come architetto del duca di Montmorency.
Pierre Rousseau rilevò gli stagnanti lavori della chiesa di Saint-Germain a Saint-Germain-en-Laye seguendo il patrigno Potain e fece costruire vicino alla chiesa la cappella di Sainte-Anne che ora è utilizzata dai catechisti. Fu assistente del suocero per il controllo del Castello di Fontainebleau e vi svolse importanti lavori nel 1785-1786.
Fu molto attivo a Parigi, costruendo molti palazzi e condomini. Tra il 1782 e il 1787, costruì l'edificio che ha maggiormente contribuito alla sua reputazione al punto da eclissare tutte le sue altre realizzazioni, l'Hôtel de Salm, oggi Palazzo della Legion d'Onore. L'imprenditore era Pécoul, alleato di Rousseau attraverso i Potain. I bassorilievi delle ali furono scolpiti da Philippe-Laurent Roland, marito di Thérèse Potain e cognato dell'architetto. L'hotel Salm era molto ammirato. Fu inciso nella Recueil des plans, coupes et vues des plus jolies maisons de Parisdi Prieur e Van Cléemputte (1789-1791), nella collezione di Krafft e Ransonnette (1770-1800) e nella Description de la France di Laborde. Quando Thomas Jefferson era ambasciatore degli Stati Uniti a Parigi, chiese alla presidentessa del Giardino delle Tuileries di sedersi in modo che potesse contemplare l'Hôtel de Salm: "Ero innamorato di questo edificio scrisse; ne troviamo reminiscenze a Monticello e alla Casa Bianca. L'edificio fu successivamente imitato a Rochefort-en-Yvelines, per il commerciante di diamanti Jules Porgès, dall'architetto Charles Mewès e a San Francisco (California) per il padiglione francese dell'Esposizione Internazionale, imitato a sua volta per il California Palace of the Legion of Honor.
Ulteriori costruzioni furono intraprese sull'altro lato della rue de Bellechasse. "Quando la proprietà del principe [di Salm] fu colpita da un sequestro, Rousseau e sua moglie entrarono in possesso di quel sito. I creditori beneficiarono del pegno previsto dalla regia dichiarazione dell'agosto 1766 che favoriva gli investimenti immobiliari. I Rousseau cercarono di risarcirli, ma l'operazione non arricchì nessuno." 
Sotto la Rivoluzione francese, Rousseau sviluppò progetti che aveva immaginato a Roma, come quello che presentò nel 1789 per un palazzo nazionale e una piazza Luigi XVI tra quai e rue Jacob. Al concorso dell'anno II vinse un premio di 1 000 franchi con un altro progetto per un palazzo nazionale.

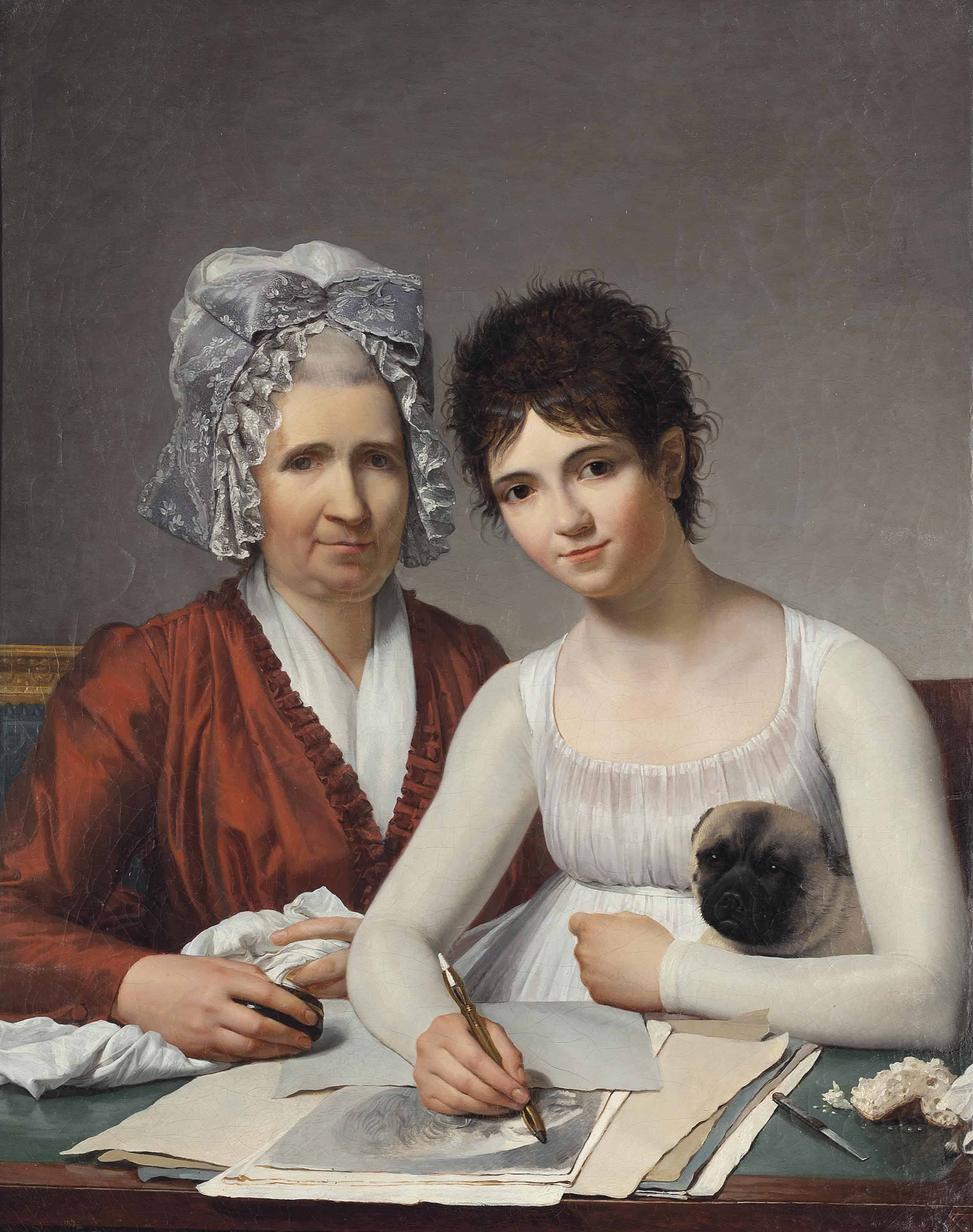
Victor Maximilien Potain, Ritratto di Marie-Adrienne Potain, sorella dell'artista e moglie di Pierre Rousseau, con la loro figlia Rose-Marie Charlotte, anni 1800

Sotto il Consolato, l'Impero e la Restaurazione, fu architetto dei Palazzi Nazionali in diversi dipartimenti. Trascorse molto tempo a Puy-de-Dôme e costruì anche ad Allier e Corrèze. Nel 1807, la città di Clermont-Ferrand lo assunse con uno stipendio di 3 500 franchi. Responsabile delle strade e degli ospizi, costruì l'ala destra dell'Hôtel-Dieu, completò il teatro, rinnovò il municipio in occasione della visita del duca d'Angoulême, costruì il mercato del grano, trasformò il collegio reale e realizzò progetti per l'altare della cattedrale e la fontana della place Champeix. Nel 1823 fece costruire una graziosa cappella per le Orsoline che “gli valse i voti dell'alto clero". Costruì anche edifici giudiziari e penitenziari nell'Eure e nelle Ardenne e uno dei suoi figli si stabilì come mercante di tessuti a Sedan. Concluse la sua carriera a Rennes.
I suoi beni mobili furono venduti alla sua morte nel 1829.

## Opere principali

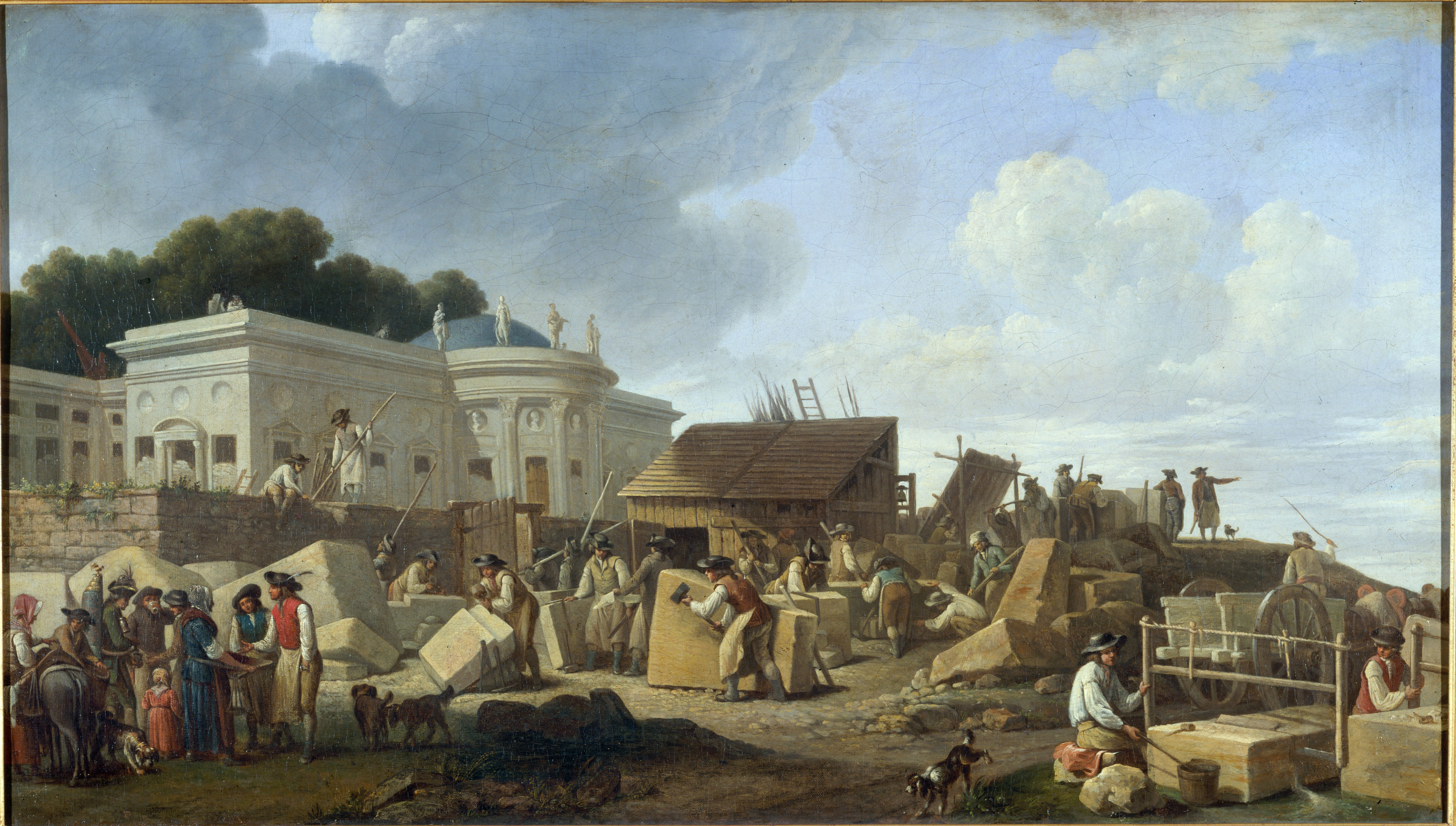
La costruzione dell'hotel Salm.

- Hotel de Salm (attuale Palazzo della Legion d'onore), n. 64, rue de Lille, Parigi. Costruito tra il 1782 e il 1787 per il principe Federico III di Salm-Kyrburg.
- Casa al n. 66, rue de La-Rochefoucauld, Parigi. Questa casa apparteneva all'architetto. Di forma cubica, aveva un piano terra e due piani soprastanti. Il suo tetto era sormontato da un belvedere. Le tre porte del patio al piano terra erano incorniciate da colonne nidificate. Le finestre del primo piano avevano un tabernacolo ionico. Il progetto del prospetto posteriore esiste a Londra nel fondo RIBA. Le scuderie, a pianta semicircolare, erano decorate con l'ordine dorico.
- Costruì al n. 25, quai Voltaire, Parigi un edificio, nel 1778, per la comunità dei teatini sulla base di un progetto (modificato) di Nicolas Ducret.
- Hotel de Dreneuc, rue de Provence, Parigi. Questo hotel servì come prigione sotto il Terrore.
- Hôtel de Montmorency-Luxembourg (ex Hôtel de Rivié), boulevard Montmartre, Parigi. Rousseau costruì un padiglione cinese, il cui modello è conservato a Courtalain.
- Castello di Fontainebleau, Fontainebleau (Senna e Marna). Nel 1785-1786, per ampliare gli appartamenti reali, Rousseau costruì un nuovo edificio principale tra la galleria Francesco I e il giardino di Diana. Con il re creò il Gabinetto delle Polveri, una biblioteca, un bagno e una camera da letto, e con la regina, un boudoir e il Gran Gabinetto. I disegni di Rousseau per questi arrangiamenti sono conservati al Cooper Hewitt Museum di New York e all'École nationale supérieure des beaux-arts di Parigi. Questi pezzi sono considerati tra i capolavori dello stile Luigi XVI. Ispirato da Piranesi e dagli arabeschi di Giovanni Volpato, il decoro fu eseguito per la falegnameria da Bourgeois e Molitor, per la meccanica e i bronzi da Merklin e Pithoin, per la pittura da Jean-Simon Berthélemy, Piat Sauvage e Jacques-Louis-François Touzé.
- Hotel delle guardie della Porte du Roi, Fontainebleau (Seine-et-Marne).
- Cappella dei catechisti di Saint-Germain-en-Laye ( Yvelines ).
- Casa a Choisy-le-Roi (Val-de-Marne), 1801: incisioni di Normand.
- Mercato dei fagioli a Issoire ( Puy-de-Dôme ), a forma di tempio ispirato a Segesta.
- Prigione centrale di Riom (Puy-de-Dôme). Progetto conservato al RIBA di Londra, "l'edificio carcerario più interessante del Primo Impero. Rousseau ampliò il progetto disegnato da Desmaisons per Petite Force, con un wicket centrale e una fondazione di bugnato, qui accoppiati con pietra di Volvic".